# Palazzo Del Monte
Il complesso monumentale del Palazzo Del Monte si trova a Monte San Savino in Provincia di Arezzo in Corso Sangallo 28. Di proprietà del Comune, possiede dei giardini pensili ed è un interessante esempio di residenza aristocratica rinascimentale, costruito per la famiglia nobile dei Del Monte (o Di Monte).

## Storia e descrizione
Il cardinale Antonio Del Monte alla fine del Quattrocento era influentissimo a Roma e poté permettersi di colmare l'avvallamento che separava la piazza del Cassero o Area Jalta dalla collina dove sorgeva la Pieve, per farvi costruire il Palazzo Di Monte, chiamando un grande nome dell'architettura fiorentina, Antonio da Sangallo il Vecchio.
Fu costruito tra il 1515 e il 1517. Per poter costruire il suo palazzo il cardinale aveva acquistato nel 1512 i terreni dalla Comunità di Monte San Savino in prossimità della Ruga Maestra (oggi Corso Sangallo).
La sobria facciata del palazzo, rivestita a piano terra a bugnato in pietra serena e caratterizzata dalle belle finestre con lesene ioniche e frontone triangolare al piano superiore, riflette nella sua compostezza lo stile di Raffaello. La massa è armoniosamente scompartata da finestre e alleggerita da un balcone centrale al disopra del portone d'ingresso. La parte retrostante, che si affaccia su un grazioso giardino pensile costruito sopra una cisterna per raccogliere le acque, fu realizzata in seguito dal nipote del cardinale Antonio, Giovanni Maria di Monte. Il progetto fu affidato a Nanni di Baccio Bigio, il quale animò la facciata tergale con una loggia trifora e fece rivestire gli angoli di un solido e largo bugnato.
Un cortile centrale porticato, con colonne, lascia vedere la luce del portone posteriore che si apre sui giardini pensili, sfondando prospetticamente: una meraviglia per l'epoca, che dava il senso di potenza della famiglia, al quale poteva mostrare all'interno delle mura di cinta del paese un così grande spazio verde, poggiato su basamenti di pietra serena con nicchie e cisterne e digradante fino alle mura.
L'interno è dotato di ampi saloni e porte intagliate. Vi si può ammirare: nell'attuale Sala Consiliare, una elegante porta cinquecentesca intagliata da Fra Giovanni da Verona, e nel corridoio al primo piano una piccola galleria di ritratti di personaggi illustri di Monte San Savino e di membri delle famiglie regnanti di Toscana.
Dopo l'estinzione della famiglia del Monte, l'edificio passò in eredità alla nobile famiglia Galletti che lo tenne fino al 1824, poi fu adibito a Tribunale ed in seguito divenne sede del Municipio.